# Positano
Positano (tiếng Campania: Pasitano) là một đô thị (comune) ở vùng duyên hải Amalfi, trong khu vực Thành phố đô thị Napoli thuộc vùng Campania của Ý. Positano có diện tích 8 km2, dân số 3968 người (thời điểm ngày 1 tháng 4 năm 2009). Ngôi làng chủ yếu nằm trên ngọn đồi dốc ra phía biển.

## Lịch sử
Positano là một điểm dừng chân quan trọng trên hành trình khám phá vùng biển phía Tây Địa Trung Hải của người Hy Lạp và người Phoenicia cổ đại. Tên ngôi làng được đặt để vinh danh Poseidon, vị thần biển cả trong thần thoại Hy Lạp.
Thời La Mã, giống như những ngôi làng khác trong vùng Campania tuyệt đẹp, Positano là một điểm nghỉ mát được giới quý tộc rất ưa thích. Nhiều vila lộng lẫy được xây dựng. Nhà thờ Santa Maria Assunta ở trung tâm ngôi làng hiện nay được xây dựng trên nền của một vila La Mã.
Trong khoảng thế kỷ 15 tới thế kỷ 17, Positano là một hải cảng thịnh vượng và duy trì sự giàu có trong suốt thời kỳ trung cổ. Mặt hàng trao đổi chủ yếu của ngôi làng là cá cũng như các khoáng sản khác. Giai đoạn này, Positano thuộc nước Cộng hòa Amalfi. Tới giữa thế kỷ 19, Positano bắt đầu suy thoái. Vì nhiều lý do khác nhau, người dân rời làng và di cư đến nơi khác, chủ yếu là đến Hoa Kỳ.
Cho tới giữa thế kỷ 20, Positano chỉ là một làng chài nhỏ. Sau thập niên 50s, ngôi làng bắt đầu thu hút sự chú ý của khách du lịch, đặc biệt là sau bài luận "Positano bites hard" ("Vết cắn của Positano") của nhà văn John Steinbeck đăng trên tờ Harper's Bazaar vào tháng 5 năm 1953. John viết: "Nơi này giống như một giấc mơ, khi bạn ở đó mọi thứ đều như là ảo ảnh, và vẻ đẹp thực sự của nó chỉ trở nên rõ ràng khi bạn đã rời xa."

## Điểm tham quan chính

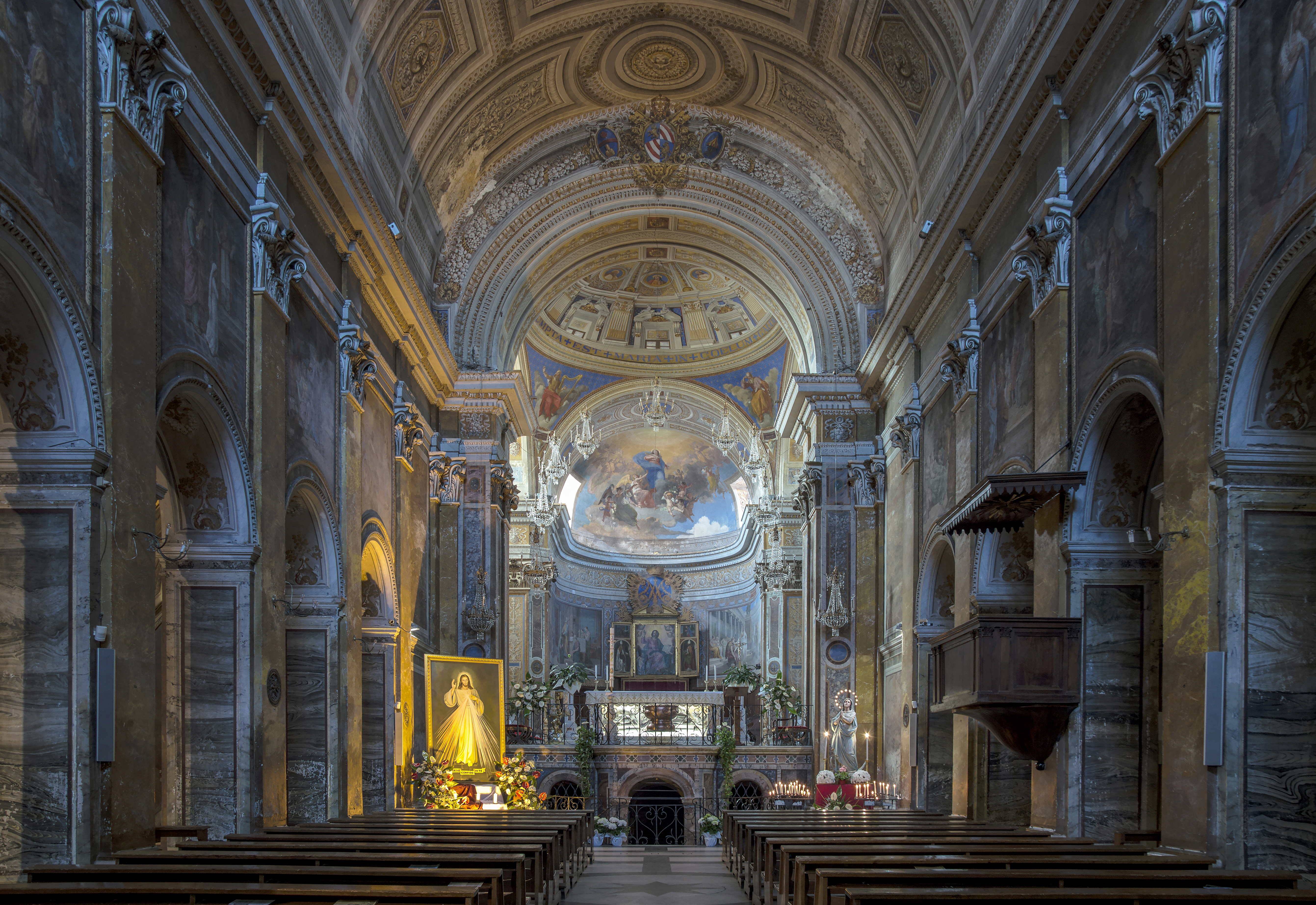
Bên trong nhà thờ Santa Maria Assunta

Nhà thờ Santa Maria Assunta có mái vòm được lát gốm majolica và lưu giữ một bức tượng Đức Bà Đen từ thời Byzantine thế kỷ 13. Theo truyền thuyết địa phương, bức tượng đã bị đánh cắp khỏi Byzantine và bọn hải tặc định đem nó vượt Địa Trung Hải để tiêu thụ. Nhưng khi thuyền của chúng đi ngang qua Positano, một trận bão lớn đã nổi lên. Nhiều tên nghe thấy có một giọng nói vang lên xen lẫn trong tiếng gió rít: "Posa, posa!" ("Đặt xuống, đặt xuống!"). Bọn trộm đành phải để lại bức tượng ở Positano. Ngay sau đó cơn bão liền tan biến.

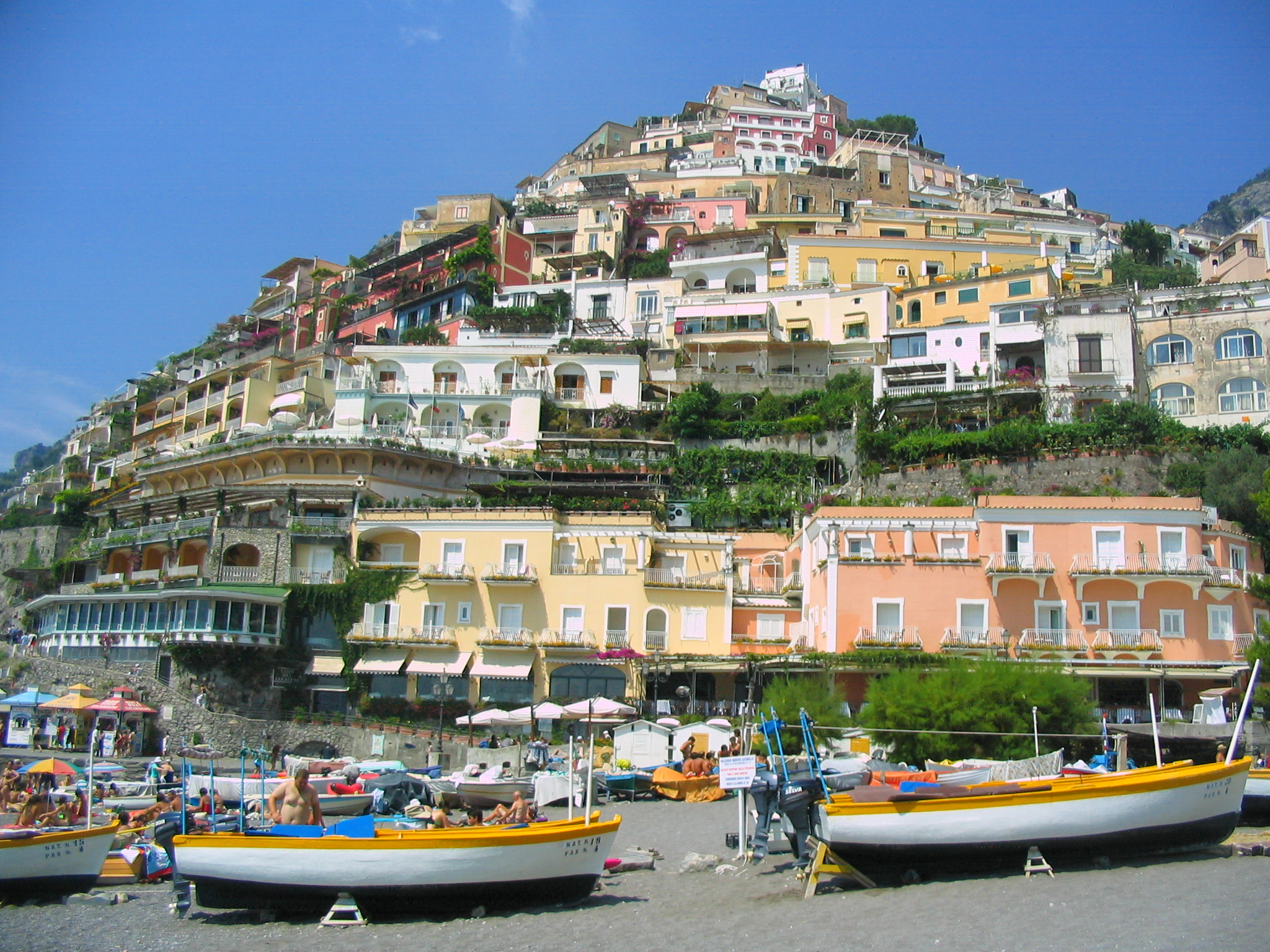
Bãi biển ở Positano.

Marina Grande ở chân đồi phía cuối làng là bãi biển nổi bật nhất ở Positano. Một số bãi biển khác cũng thu hút nhiều khách du lịch là Fornillo và Arienzo.

## Văn hóa
Positano đã xuất hiện trong nhiều bộ phim nổi tiếng như Only You (1994), Under the Tuscan Sun (2003), Kath & Kimderella (2012) và gần đây nhất là tập đặc biệt kỷ niệm Giáng Sinh của Sense8 (2016) chiếu trên trang Netflix. Ngôi làng cũng được nhắc tới trong bài hát "Cinema Italiano" của bộ phim âm nhạc Nine (2009). Positano là nơi diễn ra lễ hội thường niên Cartoon by the bay (Hoạt hình bên bờ vịnh) nơi giải thưởng Pulcinella được trao để vinh danh các tác phẩm hoạt hình xuất sắc.
Từ tháng 7 năm 1967 tới những năm 70s, ca sĩ và nhà soạn nhạc Shawn Phillips đã ở tại Positano và sáng tác nhiều ca khúc nổi tiếng tại đây. Mick Jagger và Keith Richards của ban nhạc The Rolling Stones đã sáng tác ca khúc "Midnight Rambler" khi đang nghỉ mát ở Positano.
Sự phát triển của Positano từ một làng chài nghèo trở thành một điểm đến thu hút bậc nhất ở châu Âu chủ yếu là nhờ hoạt động du lịch. Bên cạnh cảnh đẹp tự nhiên cùng các di tích lịch sử, nhiều nhà hàng, khách sạn, cửa hàng sang trọng mọc lên khắp Positano đã góp phần thu hút du khách từ khắp nơi trên thế giới. Dù vậy, Positano vẫn giữ được những nét đẹp riêng của mình. Ngôi làng nổi tiếng với các sản phẩm trái cây thuộc họ chanh, như chanh xanh, chanh vàng, cam, quýt, bưởi, v.v... mọc khắp các khu vườn quanh làng. Limoncello và "L'Albertissimo" là loại rượu hương chanh chỉ được sản xuất và bán ở Positano.

## Giao thông
Bằng đường bộ, Positano được kết nối qua quốc lộ SS163 Amalfitana hoặc đường SP425. Hai sân bay gần nhất là Napoli-Capodichino (NAP) và Salerno-Pontecagnano (QSR). Nhiều tuyến xe buýt nối cả hai sân bay tới các khu vực duyên hải Amalfi, trong đó có Positano. Từ Positano còn có các chuyến phà tới những địa danh gần đó như Capri, Naples, Salerno, và Sorrento.